# Hadena brunnescens
Hadena brunnescens là một loài bướm đêm trong họ Noctuidae.